# Diodogorgia nodulifera
Diodogorgia nodulifera es una especie de gorgonia marina perteneciente a la familia Spongiodermidae, del suborden Scleraxonia. Se distribuye en el Atlántico oeste tropical, desde Carolina del Sur hasta el golfo de México, Caribe y norte de Sudamérica.

## Morfología

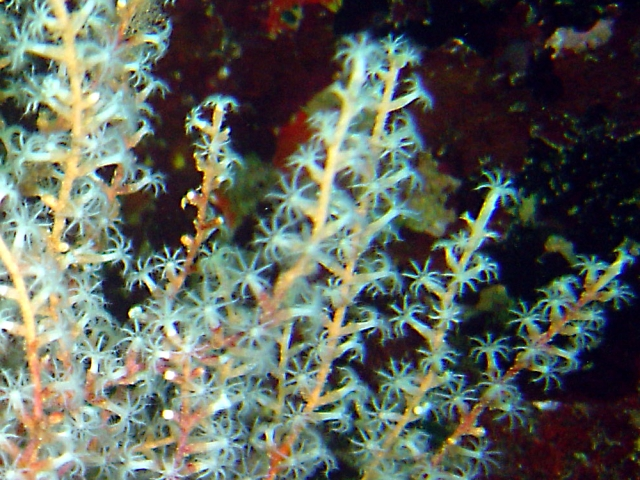
Ramas de D. nodulifera con pólipos expandidos. Isla de la Juventud, Cuba.

Su estructura es ramificada, en forma de abanico y dicotómica. Alcanzan los 25 cm de altura, con un diámetro de 15 mm en la rama basal.
El esqueleto está conformado por  escleritas calcáreas fusionadas, y nudos flexibles compuestos también de gorgonina, para proporcionarles esa cualidad. La estructura esquelética está recubierta por una masa carnosa (cenénquima), o tejido común generado por ellos, de donde salen los pólipos de 8 tentáculos, que son totalmente retráctiles, y que sobresalen de la superficie del cenénquima. Los cálices forman unas protuberancias en la superficie de las ramas, incluso cuando están retraídos, de ahí el nombre de nodulifera. Los pólipos están conectados por una red de canales que conforman dos anillos dentro del cenénquima, uno entre el cortex interno y el externo, y el otro entre el cortex interior y la médula. Tanto el cenénquima, como el tejido de los pólipos, tienen escleritas calcáreas.
El color más común del cenénquima que recubre el esqueleto es amarillo, con los pólipos rojos o rojo-púrpura. Pero también puede ser rosa o rojo. Los pólipos pueden ser blancos o translúcidos.

## Alimentación
Al carecer de algas simbióticas zooxantelas, se alimentan de las presas de microplancton que capturan con sus minúsculos tentáculos, así como de materia orgánica disuelta que obtienen del agua.

## Reproducción
En la reproducción sexual la fecundación es interna. Los cigotos se forman en el sistema digestivo y son expulsados por la boca del pólipo, permanecen a la deriva arrastrados por las corrientes varios días, más tarde se forma una larva plánula que, tras deambular por la columna de agua marina, se adhiere al sustrato o rocas, y finaliza su metamorfosis hasta convertirse en pólipo y nuevo coral.
También se reproducen asexualmente, fácilmente mediante fragmentación por la fragilidad de sus ramas, así como por gemación, para conformar las colonias.

## Hábitat y distribución
Suelen habitar en arrecifes, en aguas tropicales sombrías, en salientes, muros de cuevas, con su base enterrada en el sedimento, en suelos arenosos o grietas de rocas.
Su rango de profundidad está entre 30 y 183 m, y en un rango de temperaturas entre 21.13 y 26.63 °C.
Se distribuyen en el océano Atlántico oeste, desde Jacksonville, Florida, Antillas, Golfo de México, Panamá, costa norte de Sudamérica hasta Surinam.